# Coccygidium
Coccygidium är ett släkte av steklar. Coccygidium ingår i familjen bracksteklar.

## Dottertaxa tillCoccygidium, i alfabetisk ordning[1]
- Coccygidium absolutum
- Coccygidium amplarga
- Coccygidium anator
- Coccygidium areolare
- Coccygidium brasiliense
- Coccygidium concolor
- Coccygidium demerarus
- Coccygidium dravida
- Coccygidium dubiosum
- Coccygidium erythrocephalum
- Coccygidium hospitator
- Coccygidium intermedium
- Coccygidium iridipenne
- Coccygidium luteum
- Coccygidium melanotum
- Coccygidium nigriceps
- Coccygidium nigricorne
- Coccygidium nigricrum
- Coccygidium nigrum
- Coccygidium nihonense
- Coccygidium pallidum
- Coccygidium pennator
- Coccygidium peruensis
- Coccygidium ruidum
- Coccygidium snyderi
- Coccygidium sudanense
- Coccygidium surinamense
- Coccygidium tarsale
- Coccygidium transcaspicum
- Coccygidium varipes